# Евдокимов, Николай Александрович
Никола́й Алекса́ндрович Евдоки́мов (1909, Малая Вишера, Новгородская губерния — 11 января 1938) — советский летчик-парашютист, капитан.

## Биография

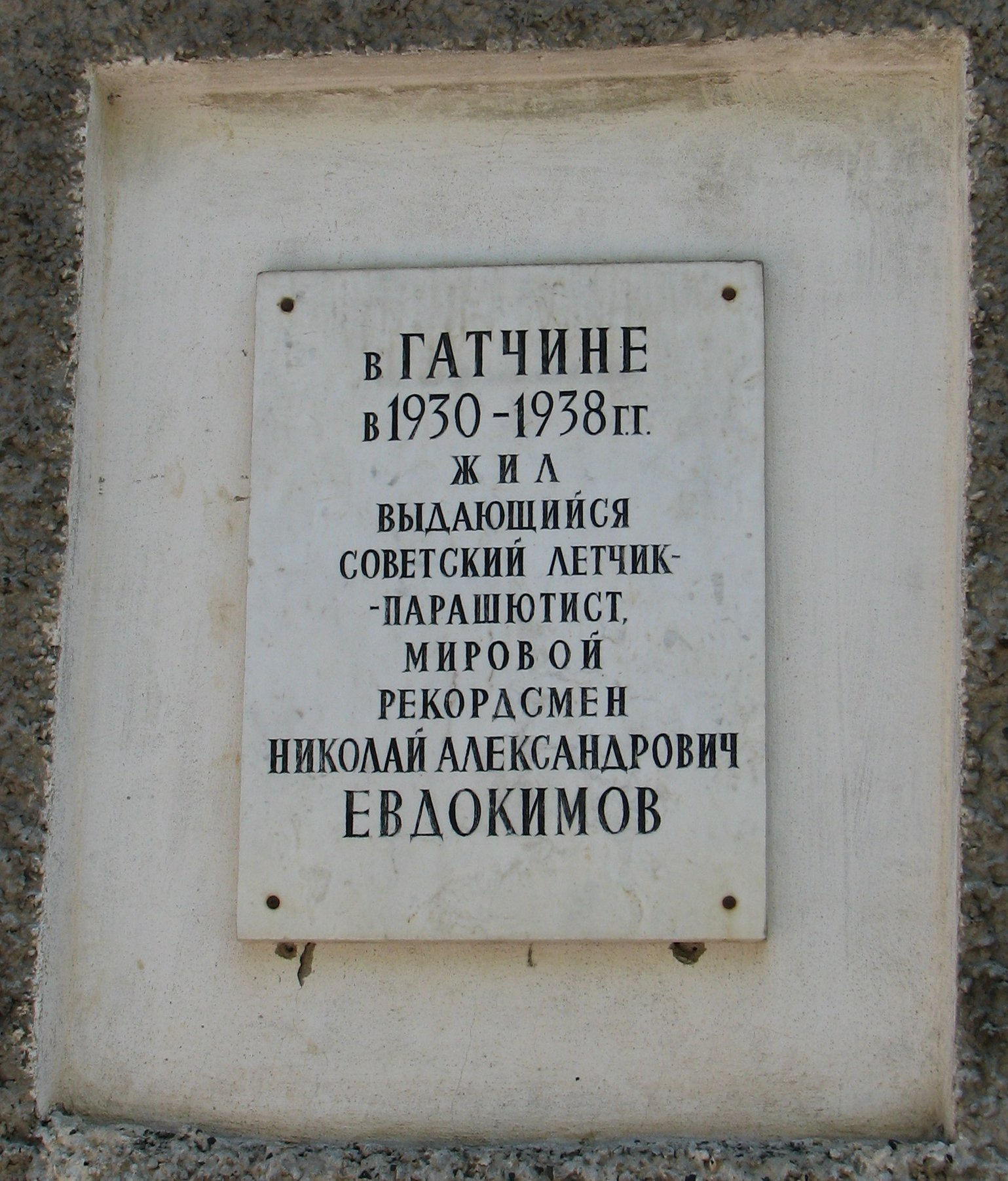
Памятная доска в Гатчине на улице Горького, д. 8/10

Родился в 1909 году в городе Малая Вишера Новгородской губернии (по другим данным на территории современного Маловишерского района Новгородской области). Учился в школе посёлка Гряды.
Проходил обучение в Борисоглебском лётном училище, окончив которое, получил направление на Гатчинский аэродром. В 1930 г. вступил в ВКП(б). Был первым в СССР парашютистом, выполнившим затяжной прыжок с парашютом (22 мая 1932 года). В 1934 году был одним из первых 14 человек, получивших звание «Мастер парашютного спорта СССР». В следующем, 1935, году был награждён орденом Ленина за выдающиеся спортивные достижения; на этот момент у Евдокимова было выполнено 76 прыжков с затяжным раскрытием, а также дважды установлен мировой рекорд свободного падения с высоты 6,9 и 8,1 километра. Принимал активное участие в изучении длительного падения человека в воздухе, является автором стиля свободного падения «ласточка» (также известного как «ласточка Евдокимова»). Работал инструктором парашютного дела.
Занимался общественной деятельностью; в 1936 году был делегатом X съезда ВЛКСМ. Написал книгу «Записки парашютиста».
Николай Евдокимов погиб в авиационной катастрофе при испытаниях нового самолёта в 1938 году. Похоронен на Новом кладбище в Гатчине.

## Память
В Гатчине на доме № 8/10 по улице Горького, находящемся на месте дома, в котором жил Н. А. Евдокимов, установлена мемориальная доска. На одном из барельефов стелы «Город воинской славы» в Гатчине размещено изображение лётчика.